# The Corpse Vanishes
The Corpse Vanishes (en España: El ladrón de cuerpos) es una película estadounidense de 1942, del género terror, dirigida por Wallace Fox y protagonizada por Bela Lugosi y Luana Walters.

## Sinopsis
Tras las muertes inexplicables de jóvenes novias el día de su boda y la desaparición de sus cuerpos, la emprendedora periodista Patricia Hunter descubre que en todos los casos las víctimas habían recibido una rara especie de orquídea como regalo. Este camino la lleva a la casa del Dr. Lorenz, responsable de los asesinatos y del robo de los cuerpos, que son necesarios para que su esposa vuelva a ser joven y bella. Patricia no tiene pruebas para demostrar la culpabilidad del médico, por lo que planea organizar una boda falsa para atraparlo. Sin embargo, la chica no sabe que el científico ya la eligió como próxima víctima.

## Reparto
- Bela Lugosi - Dr. Lorenz
- Luana Walters - Patricia Hunter
- Tristram Coffin - Dr. Foster
- Elizabeth Russell - Condesa Lorenz
- Minerva Urecal - Fagah
- Angelo Rossitto - Toby
- Frank Moran - Angel
- Vince Barnett - Sandy
- Kenneth Harlan - Editor Keenan
- George Eldredge - Mike
- Joan Barclay - Alice Wentworth
- Gwen Kenyon - Peggy